# دولت شهری توکیو
دولت شهری توکیو (به ژاپنی: 東京都庁, Tōkyōto-chō)، دولت کلانشهر توکیو است. یکی از ۴۷ استان‌های ژاپن، دولت شهری توکیو متشکل از فرماندار و مجلس منتخب مردم است. ساختمان ستاد شهرداری توکیو در بخش شینجوکو-کو، توکیو واقع شده‌است.